# Syncerus caffer nanus
Il bufalo di foresta africano (Syncerus caffer nanus (Boddaert, 1785)), noto anche come bufalo rosso o bufalo nano, è la più piccola sottospecie di bufalo africano .
È imparentato al bufalo del Capo, o bufalo nero, (Syncerus caffer caffer), al bufalo sudanese (Syncerus caffer brachyceros) e al bufalo del Nilo (Syncerus caffer aequinoctialis), tuttavia è l'unica sottospecie che risiede principalmente nelle foreste pluviali dell'Africa centrale e occidentale , dove la piovosità annuale raggiunge i 1.500 mm.

## Descrizione
Il bufalo rosso è una varietà più piccola rispetto al bufalo nero, che può pesare da 400 a 800 kg; i bufali della foresta, infatti,  sono molto più leggeri, con un peso compreso tra 250 e 320 kg. D'altronde, il peso non è l'unica differenza: questa sottospecie presenta un tipico manto bruno-rossastro, più scuro nella zona del muso, inoltre ha corna molto più piccole e di forma diversa rispetto ai bufali della savana. Le corna del bufalo nero spesso crescono fino a fondersi insieme, mentre quelle del bufalo rosso raramente si uniscono.

## Distribuzione e habitat

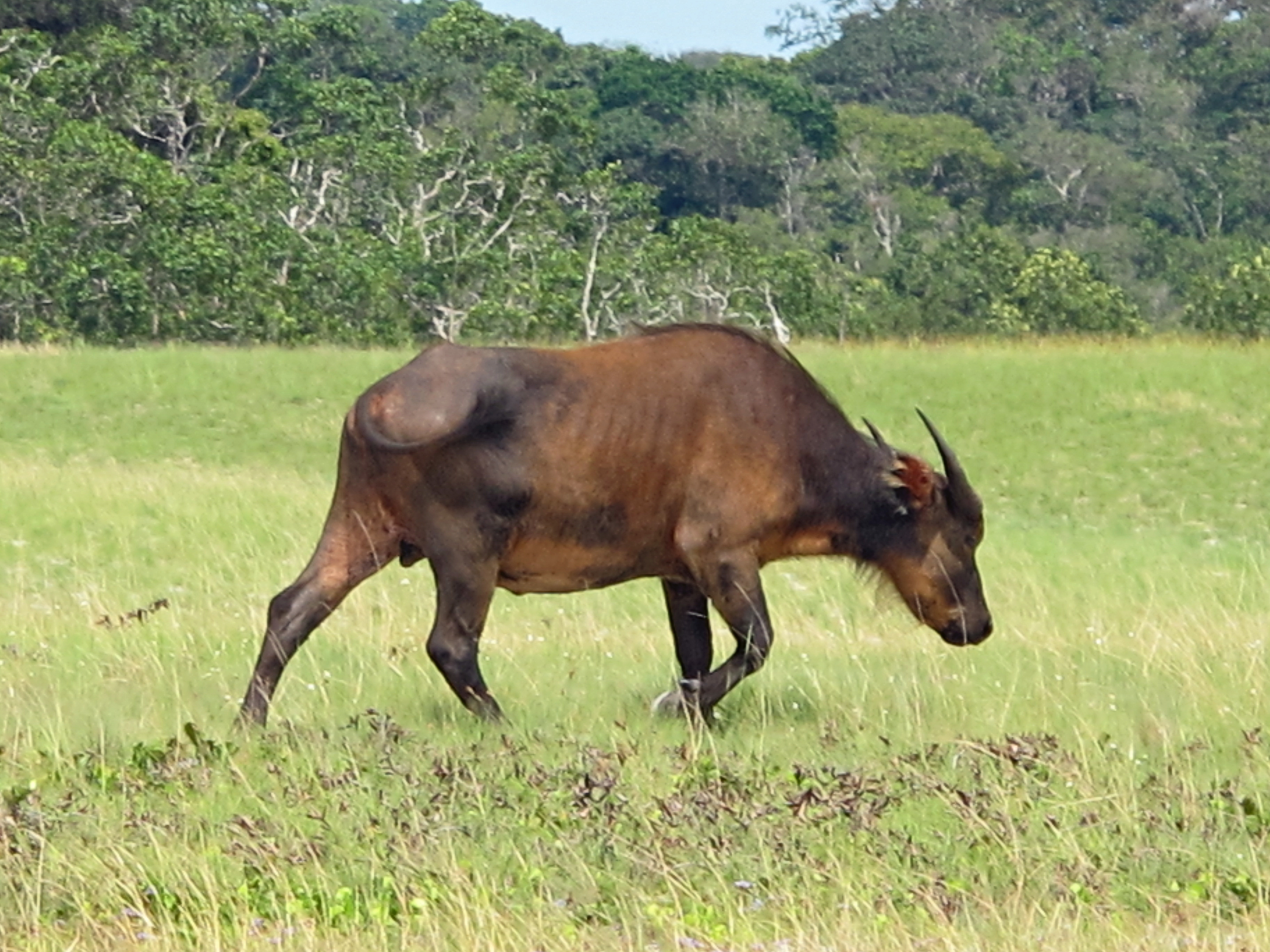
Bufalo rosso nel Parco nazionale di Loango, Gabon

I bufali rossi vivono nelle foreste pluviali dell'Africa occidentale e centrale; tuttavia, il loro habitat consiste generalmente in una combinazione di paludi, savane erbose e foreste pluviali africane. Le savane sono l'area in cui pascolano, mentre le paludi sono l'ideale per rinfrescarsi e sfuggire agli insetti. Il bufalo rosso è molto difficile da osservare quando è protetto delle impenetrabili foreste, è possibile invece ammirarlo nelle radure, al pascolo su erbe e carici. Di conseguenza, la loro dieta è principalmente composta da erba e altre piante che crescono in radure e savane.
Non è raro imbattersi nei bufali rossi lungo le spiagge africane, dove vanno a riposarsi sulla sabbia durante la stagione delle piogge.
Il bufalo rosso si raduna in branchi per meglio difendersi dai predatori, come il leopardo africano, che però è generalmente una minaccia soltanto per i giovani bufali, quando ne ha l'opportunità; il coccodrillo del Nilo, infatti, è l'unico predatore in grado di abbattere un esemplare adulto.

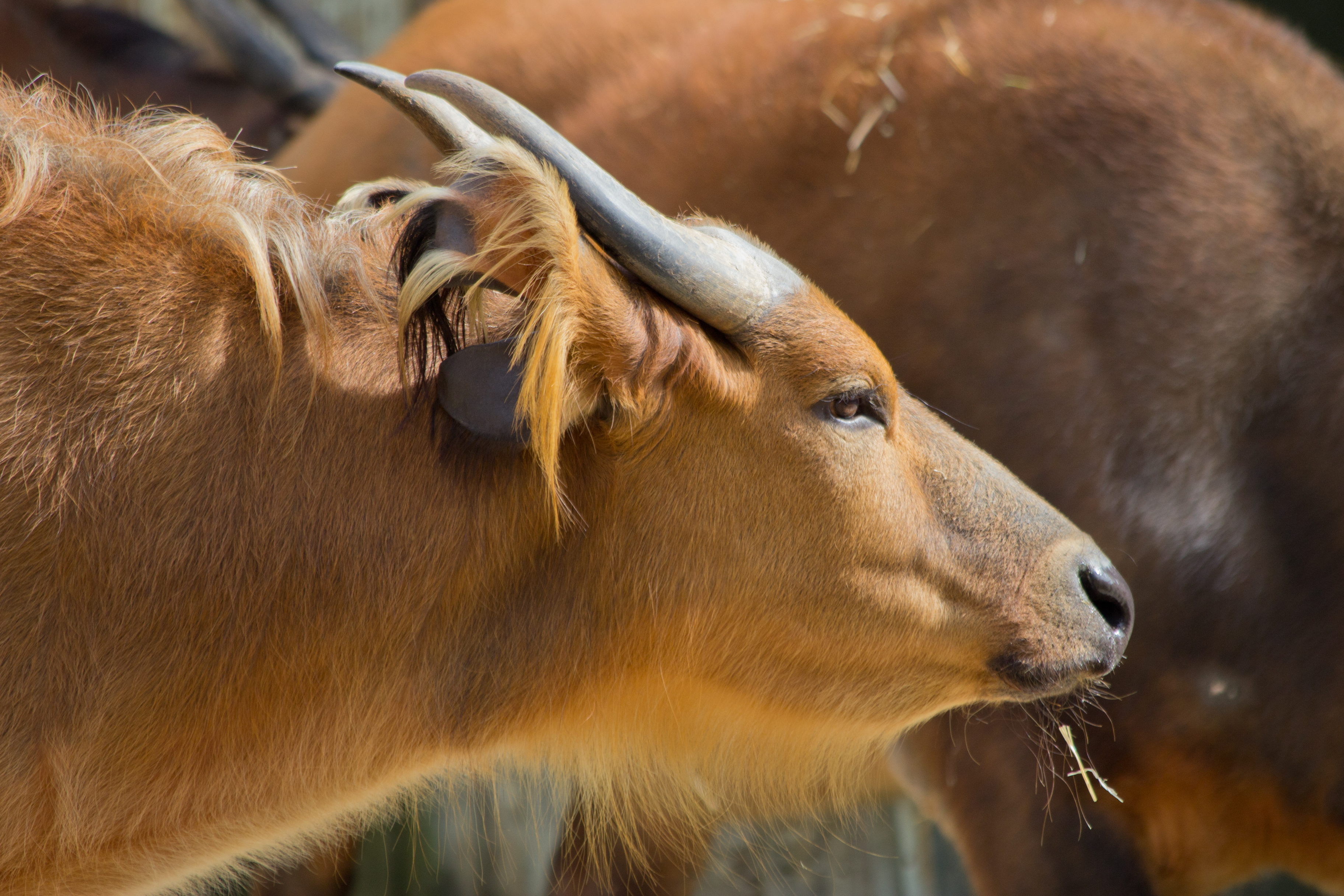
Testa di bufalo rosso

Le mandrie di bufali della foresta sono relativamente piccole in confronto ai grandi branchi di bufali neri, che superano talvolta i 1.000 capi; i bufali rossi rimangono in piccoli gruppi, dai 3 ai 30 individui, soglia che superano di rado. Quando il branco è più numeroso, trascorrono molto tempo al pascolo, allo scoperto, poiché sono meno impegnati in comportamenti di allerta.
Un branco di bufali rossi è in genere costituito da uno o talvolta due tori con un harem di femmine adulte, gli adolescenti e i giovani vitelli. I maschi di bufalo rosso rimangono continuamente con la mandria, tutto l'anno, mentre i bufali neri si radunano in branchi separati dalle femmine fino alla stagione delle piogge, per poi riunirsi a loro, accoppiarsi e crescere i vitelli solo per un breve periodo.
I bufali delle foreste sono relativamente non influenzati dai cicli stagionali. Tuttavia, nella stagione delle piogge, le mandrie sono più sparse nella foresta e questi animali tendono ad usare luoghi di riposo a base di sabbia durante la stagione delle piogge, ma usano sporcizia e foglie durante la stagione secca. Inoltre, in habitat aperti come radure, il gruppo era più aggregato durante il riposo ed aveva una forma più arrotondata rispetto ai gruppi negli habitat forestali durante la stagione delle piogge.